# Rajdowe Samochodowe Mistrzostwa Polski 2015
Rajdowe Samochodowe Mistrzostwa Polski 2015 to kolejny sezon rajdów samochodowych rozgrywanych w roku 2015 mających na celu wyłonienie najlepszego kierowcy wraz z pilotem na polskich drogach.

## Zasady punktacji
W sezonie 2015 w RSMP obowiązywał nowy rodzaj punktacji, który wzorowany jest na punktacji w RMŚ, obowiązywał klucz: 25-18-15-12-10-8-6-4-2-1. Dodatkowo ostatni odcinek specjalny w rajdzie stanowi Power Stage punktowany 3-2-1 i doliczany do punktów zdobytych w punktacji generalnej. Do końcowej klasyfikacji sezonu zaliczane było sześć wyników – po trzy najlepsze z każdej połowy sezonu.

## Kalendarz
8 grudnia 2014 podczas Gali Sportu Motorowego kończącej sezon motorowy w Polsce przedstawiono harmonogram rajdów Mistrzostw Polski w 2015 roku. Kierowcy skonfrontują się w ośmiu rajdach. Do kalendarza powrócił po dwóch latach Rajd Gdańsk Baltic Cup, który był rozgrywany w czerwcu. 
| Runda | Data               | Nazwa rajdu                       | Baza rajdu     | Nawierzchnia | Zwycięzca      |
| ----- | ------------------ | --------------------------------- | -------------- | ------------ | -------------- |
| 1     | 24–26 kwietnia     | 43. Rajd Świdnicki KRAUSE         | Świdnica       | Asfalt       | Grzegorz Grzyb |
| 2     | 14–16 maja         | 30. Rajd Karkonoski               | Jelenia Góra   | Asfalt       | Łukasz Habaj   |
| 3     | 19–21 czerwca      | 11. Rajd Kaszub Gdańsk Baltic Cup | Gdańsk         | Asfalt       | Bryan Bouffier |
| 4     | 6–8 sierpnia       | 24. Rajd Rzeszowski               | Boguchwała     | Asfalt       | Bryan Bouffier |
| 5     | 4–6 września       | 61. Rajd Wisły                    | Istebna        | Asfalt       | Bryan Bouffier |
| 6     | 18–20 września     | 3. Rajd Nadwiślański              | Puławy         | Asfalt       | Grzegorz Grzyb |
| 7     | 16–18 października | 49. Rajd Dolnośląski              | Polanica-Zdrój | Asfalt       | Łukasz Habaj   |
| 8     | 12–14 listopada    | 2. Rajd Arłamów                   | Arłamów        | Mieszana     | Łukasz Habaj   |

## Wyniki
| Runda | Nazwa Rajdu                                     | Podium  | Podium            | Podium                   | Podium    |
| Runda | Nazwa Rajdu                                     | Miejsce | Kierowca          | Samochód                 | Czas      |
| ----- | ----------------------------------------------- | ------- | ----------------- | ------------------------ | --------- |
| 1     | Rajd Świdnicki KRAUSE (24–26 kwietnia) — Wyniki | 1       | Grzegorz Grzyb    | Ford Fiesta R5           | 1:14:02,6 |
| 1     | Rajd Świdnicki KRAUSE (24–26 kwietnia) — Wyniki | 2       | Tomasz Kuchar     | Ford Fiesta R5           | 1:14:41,6 |
| 1     | Rajd Świdnicki KRAUSE (24–26 kwietnia) — Wyniki | 3       | Maciej Oleksowicz | Ford Fiesta R5           | 1:15:34,3 |
|       |                                                 |         |                   |                          |           |
| 2     | Rajd Karkonoski (14–16 maja) — Wyniki           | 1       | Łukasz Habaj      | Ford Fiesta R5           | 1:09:00,8 |
| 2     | Rajd Karkonoski (14–16 maja) — Wyniki           | 2       | Bryan Bouffier    | Ford Fiesta Proto        | 1:09:26,9 |
| 2     | Rajd Karkonoski (14–16 maja) — Wyniki           | 3       | Grzegorz Grzyb    | Ford Fiesta R5           | 1:09:27,9 |
|       |                                                 |         |                   |                          |           |
| 3     | Rajd Gdańsk Baltic Cup (19–21 czerwca) — Wyniki | 1       | Bryan Bouffier    | Ford Fiesta Proto        | 51:11,5   |
| 3     | Rajd Gdańsk Baltic Cup (19–21 czerwca) — Wyniki | 2       | Grzegorz Grzyb    | Ford Fiesta R5           | 51:17,6   |
| 3     | Rajd Gdańsk Baltic Cup (19–21 czerwca) — Wyniki | 3       | Łukasz Habaj      | Ford Fiesta R5           | 51:20,2   |
|       |                                                 |         |                   |                          |           |
| 4     | Rajd Rzeszowski (6–8 sierpnia) — Wyniki         | 1       | Bryan Bouffier    | Ford Fiesta Proto        | 1:11:00,0 |
| 4     | Rajd Rzeszowski (6–8 sierpnia) — Wyniki         | 2       | Łukasz Habaj      | Ford Fiesta R5           | 1:11:07,4 |
| 4     | Rajd Rzeszowski (6–8 sierpnia) — Wyniki         | 3       | Grzegorz Grzyb    | Ford Fiesta R5           | 1:11:46,5 |
|       |                                                 |         |                   |                          |           |
| 5     | Rajd Wisły (4–6 września) — Wyniki              | 1       | Bryan Bouffier    | Ford Fiesta Proto        | 1:12:35,0 |
| 5     | Rajd Wisły (4–6 września) — Wyniki              | 2       | Łukasz Habaj      | Ford Fiesta R5           | 1:12:48,8 |
| 5     | Rajd Wisły (4–6 września) — Wyniki              | 3       | Tomasz Kuchar     | Ford Fiesta R5           | 1:13:50,4 |
|       |                                                 |         |                   |                          |           |
| 6     | Rajd Nadwiślański (18–20 września) — Wyniki     | 1       | Grzegorz Grzyb    | Škoda Fabia R5           | 1:18:19,6 |
| 6     | Rajd Nadwiślański (18–20 września) — Wyniki     | 2       | Bryan Bouffier    | Ford Fiesta Proto        | 1:18:24,0 |
| 6     | Rajd Nadwiślański (18–20 września) — Wyniki     | 3       | Łukasz Habaj      | Ford Fiesta R5           | 1:19:02,4 |
|       |                                                 |         |                   |                          |           |
| 7     | Rajd Dolnośląski (16–18 października) — Wyniki  | 1       | Łukasz Habaj      | Ford Fiesta R5           | 1:12:37,1 |
| 7     | Rajd Dolnośląski (16–18 października) — Wyniki  | 2       | Jakub Brzeziński  | Ford Fiesta R5           | 1:12:48,4 |
| 7     | Rajd Dolnośląski (16–18 października) — Wyniki  | 3       | Grzegorz Grzyb    | Ford Fiesta R5           | 1:12:49,9 |
|       |                                                 |         |                   |                          |           |
| 8     | Rajd Arłamów (12–14 listopada) — Wyniki         | 1       | Łukasz Habaj      | Ford Fiesta R5           | 1:11:47,4 |
| 8     | Rajd Arłamów (12–14 listopada) — Wyniki         | 2       | Bryan Bouffier    | Ford Fiesta Proto        | 1:12:00,2 |
| 8     | Rajd Arłamów (12–14 listopada) — Wyniki         | 3       | Marcin Gagacki    | Mitsubishi Lancer Evo IX | 1:18:12,9 |

## Klasyfikacja generalna kierowców RSMP w roku 2015[3]
Do klasyfikacji końcowej wliczane są trzy najlepsze rajdy z każdej połowy sezonu, punktowanie odbywa się według klucza:
| Miejsce | 1  | 2  | 3  | 4  | 5  | 6 | 7 | 8 | 9 | 10 |
| Punkty  | 25 | 18 | 15 | 12 | 10 | 8 | 6 | 4 | 2 | 1  |

Przyznawane są także punkty za ostatni odcinek specjalny zwany Power Stage: za zwycięstwo – 3, drugie miejsce – 2 i trzecie – 1 punkt. W tabeli uwzględniono miejsce, które zajął zawodnik w poszczególnym rajdzie, a w indeksie górnym umieszczono punkty za uzyskane miejsce w rajdzie i punkty za ostatni odcinek specjalny tzw. Power Stage. Zgodnie z regulaminem RSMP (punkt 19.1) w klasyfikacji rocznej RSMP sklasyfikowani byli zawodnicy, którzy zostali sklasyfikowani w minimum dwóch rajdach w sezonie. Do końcowej klasyfikacji sezonu zaliczane było sześć wyników – po trzy najlepsze z każdej połowy sezonu. Rajdy nie liczone, a ukończone zaznaczono w nawiasie.
| Poz. | Kierowca            | Świdnicki | Karkonoski | Gdańsk Baltic Cup | Rzeszowski | Wisły | Nadwiślański | Dolnośląski | Arłamów | Suma punktów |
| ---- | ------------------- | --------- | ---------- | ----------------- | ---------- | ----- | ------------ | ----------- | ------- | ------------ |
| 1    | Łukasz Habaj        | (92+2)    | 125+3      | 315+3             | 218+2      | 218   | (315)        | 125         | 125+3   | 137          |
| 2    | Bryan Bouffier      |           | 218        | 125               | 125        | 125+1 | 218+3        | (101+2)     | 218+2   | 136          |
| 3    | Grzegorz Grzyb      | 125+3     | (315)      | 218+2             | 315        | 510+3 | 125          | 315+3       |         | 119          |
| 4    | Tomasz Kuchar       | 218       | (510+2)    | 412               | 412+1      | 315+2 | 412          | 412+1       |         | 85           |
| 5    | Maciej Oleksowicz   | 315+1     | 412+1      | (510+1)           | 510+3      | 13    | 510          |             |         | 52           |
| 6    | Marcin Gagacki      | 412       | 92         | NU                | 42         |       | 68           | 68          | 315     | 45           |
| 7    | Jakub Brzeziński    | NU        | 101        | 68                |            | 412   |              | 218         |         | 39           |
| 8    | Jan Chmielewski     | 510       | 84         |                   | 76         | 17    |              | 84          | 510     | 34           |
| 9    | Dariusz Poloński    | 68        | (11)       | 76                | 84         | 92    | 13           | 76          |         | 26           |
| 10   | Mariusz Stec        | (12)      | 14         | 25                | 101        |       | 76           | 92          | 412+1   | 22           |
| 11   | Tomasz Kasperczyk   | NU        | 76         | NU                | 68         | 68    | 12           | NU          |         | 22           |
| 12   | Zbigniew Gabryś     |           |            |                   |            | 84    |              | 510         |         | 14           |
| 13   | Łukasz Byśkiniewicz | 76        | (12)       | 92                | 12         | 14    | 84           | 12          |         | 12           |
| 14   | Grzegorz Musz       | NU        | 17         |                   | 92         | 32    | 14           |             | 68      | 9            |
| 15   | Łukasz Kotarba      |           |            |                   |            |       |              | 18          | 76      | 6            |
| 16   | Jacek Jurecki       | 84        | NU         | 101               | 11         | 16    | NU           | NU          |         | 5            |
| 17   | Marcin Górny        | (15)      | 21         | 16                | 28         | 20    |              | 14          | 84      | 4            |
| 18   | Damian Łata         | NU        | NU         |                   | 46         | 24    | 92           | 13          |         | 2            |
| 19   | Hubert Maj          |           |            |                   |            |       | 22           |             | 92      | 2            |
| 20   | Łukasz Pieniążek    | 101       | (13)       | 11                | 14         | 12    | 101          |             |         | 2            |
| 21   | Rafał Kręcioch      | 13        | NU         | 14                | NU         | 18    | 200+2        | 16          |         | 2            |
| 22   | Igor Pietrzak       | 42        | 30         | NU                |            | 31    | NU           | 25          | 101     | 1            |
| 23   | Tomasz Foltyn       | 16        | 32         | 12                |            |       | 260+1        | 15          |         | 1            |
| Poz. | Kierowca            | Świdnicki | Karkonoski | Gdańsk Baltic Cup | Rzeszowski | Wisły | Nadwiślański | Dolnośląski | Arłamów | Suma punktów |

| Kolor     | Opis                   |
| --------- | ---------------------- |
| Złoty     | Zwycięzca              |
| Srebrny   | 2. miejsce             |
| Brązowy   | 3. miejsce             |
| Zielony   | Punktowane miejsce     |
| Niebieski | Ukończył nie punktował |
| Fioletowy | Nie ukończył NU        |
| Czarny    | Wykluczony X           |
| Biały     | Nie wystartował NW     |
| Puste     | Nie brał udziału       |

## Zwycięzcy klas, zespoły i kluby
W wykazach przedstawiających zwycięzców poszczególnych klas pogrubioną czcionką zaznaczono kierowców i pilotów, którzy zdobyli tytuły mistrza, wicemistrza i drugiego wicemistrza Polski.

### Klasyfikacja generalna w klasie 2WD[4]
| Msc | Kierowca            | Pilot            | Punkty |
| --- | ------------------- | ---------------- | ------ |
| 1   | Jan Chmielewski     | -                | 137    |
| 2   | Dariusz Poloński    | Grzegorz Dobosz  | 124    |
| 3   | Łukasz Byśkiniewicz | Maciej Wisławski | 104    |

### Klasyfikacja generalna w klasie 2[5]
| Msc | Kierowca       | Pilot           | Punkty |
| --- | -------------- | --------------- | ------ |
| 1   | Łukasz Habaj   | Piotr Woś       | 60     |
| 2   | Grzegorz Grzyb | Robert Hundla   | 53     |
| 3   | Tomasz Kuchar  | Daniel Dymurski | 38     |

### Klasyfikacja generalna w klasie 2N[6]
| Msc | Kierowca      | Pilot               | Punkty |
| --- | ------------- | ------------------- | ------ |
| 1   | Robert Mąsior | Wojciech Wysokiński | 2      |

### Klasyfikacja generalna w klasie Open N[7]
| Msc | Kierowca       | Pilot               | Punkty |
| --- | -------------- | ------------------- | ------ |
| 1   | Bryan Bouffier | Thibault De La Haye | 84     |
| 2   | Marcin Gagacki | Marcin Bilski       | 70     |
| 3   | Mariusz Stec   | -                   | 63     |

### Klasyfikacja generalna w klasie Open 2WD[8]
| Msc | Kierowca       | Pilot         | Punkty |
| --- | -------------- | ------------- | ------ |
| 1   | Karol Braun    | Błażej Czekan | 22     |
| 2   | Robert Halicki | Tomasz Tkacz  | 20     |
| 3   | Szymon Rusin   | Paweł Ferdek  | 7      |

### Klasyfikacja generalna w klasie Open HR2[9]
| Msc | Kierowca   | Pilot           | Punkty |
| --- | ---------- | --------------- | ------ |
| 1   | Hubert Maj | Szymon Jasiński | 2      |

### Klasyfikacja generalna w klasie 3[10]
| Msc | Kierowca            | Pilot              | Punkty |
| --- | ------------------- | ------------------ | ------ |
| 1   | Jan Chmielewski     | -                  | 35     |
| 2   | Łukasz Byśkiniewicz | Maciej Wisławski   | 35     |
| 3   | Grzegorz Musz       | Bogusław Browiński | 18     |

### Klasyfikacja generalna w klasie HR3[11]
| Msc | Kierowca         | Pilot                 | Punkty |
| --- | ---------------- | --------------------- | ------ |
| 1   | Paweł Winczaszek | Jarosław Kohut        | 52     |
| 2   | Piotr Pluta      | Wojciech Zdrojewski   | 36     |
| 3   | Piotr Czypionka  | Grzegorz Gruszczyński | 30     |

### Klasyfikacja generalna w klasie 4[12]
| Msc | Kierowca         | Pilot           | Punkty |
| --- | ---------------- | --------------- | ------ |
| 1   | Dariusz Poloński | Grzegorz Dobosz | 117    |
| 2   | Łukasz Pieniążek | Jakub Gerber    | 73     |
| 3   | Jacek Jurecki    | Michał Trela    | 58     |

### Klasyfikacja generalna w klasie 4F[13]
| Msc | Kierowca       | Pilot            | Punkty |
| --- | -------------- | ---------------- | ------ |
| 1   | Marcin Górny   | Zbigniew Cieślar | 96     |
| 2   | Rafał Kręcioch | Marcin Roik      | 91     |
| 3   | Rafał Stalmach | Radosław Banach  | 66     |

### Klasyfikacja generalna w klasie HR4[14]
| Msc | Kierowca            | Pilot         | Punkty |
| --- | ------------------- | ------------- | ------ |
| 1   | Bartłomiej Fizia    | -             | 48     |
| 2   | Grzegorz Wasilewski | Dariusz Bekas | 39     |
| 3   | Marcin Kurp         | -             | 26     |

### Klasyfikacja generalna w klasie 4N[15]
| Msc | Kierowca          | Pilot              | Punkty |
| --- | ----------------- | ------------------ | ------ |
| 1   | Janusz Knopt      | Bartosz Rozkrut    | 88     |
| 2   | Wiktor Mączkowski | Sławomir Kołodziej | 63     |
| 3   | Paweł Krysiak     | Paweł Gacek        | 52     |

### Klasyfikacja generalna w klasie HR+30[16]
| Msc | Kierowca          | Pilot | Punkty |
| --- | ----------------- | ----- | ------ |
| 1   | Marcin Grzelewski | -     | 7      |

### Klasyfikacja klubowa[17]
| Msc | Klub                    | Punkty |
| --- | ----------------------- | ------ |
| 1   | Automobilklub Beskidzki | 284    |
| 2   | Automobilklub Śląski    | 214    |
| 3   | Automobilklub Polski    | 193    |

### Klasyfikacja Zespołów Sponsorskich[18]
| Msc | Zespół                     | Punkty |
| --- | -------------------------- | ------ |
| 1   | Rallytechnology            | 50     |
| 2   | Motointegrator Castrol TRW | 17     |
| 2   | Lenovo-Power 8             | 8      |